# Hemileucinae
Hemileucinae là một phân họ bướm đêm thuộc Họ Saturniidae.
Phân họ này có các chi:
| - Adetmoeris Michener, 1949 - Ancistrota Hübner, 1819 - Automerella Michener, 1949 - Automerina Michener, 1949 - Automeris Hübner, 1819 - Automeropsis Lemaire, 1969 - Callodirphia Michener, 1949 - Catacantha Bouvier, 1930 - Catharisa Jordan, 1911 - Cerodirphia Michener, 1949 - Cinommata Butler, 1882 - Coloradia Blake, 1863 - Dirphia Hübner, 1819 - Erythromeris Lemaire, 1969 - Eubergia Bouvier, 1929 - Eubergioides Michener, 1949 - Gamelia Hübner, 1819 - Gamelioides Lemaire, 1988 | - Hemileuca Walker, 1855 - Hirpida Draudt, 1929 - Hylesia Hübner, 1820 - Hylesiopsis Bouvier, 1929 - Hyperchiria Hübner, 1819 - Hypermerina Lemaire, 1969 - Leucanella Lemaire, 1969 - Lonomoia Walker, 1855 - Meroleuca Packard, 1904 - Molippa Walker, 1855 - Ormiscodes Blanchard, 1852 - Parancistrota Bouvier, 1933 - Periga Walker, 1855 - Polythysana Walker, 1855 - Prohylesia Draudt, 1929 - Pseudautomeris Lemaire, 1967 - Travassosula Michener, 1949 |

## Hình ảnh

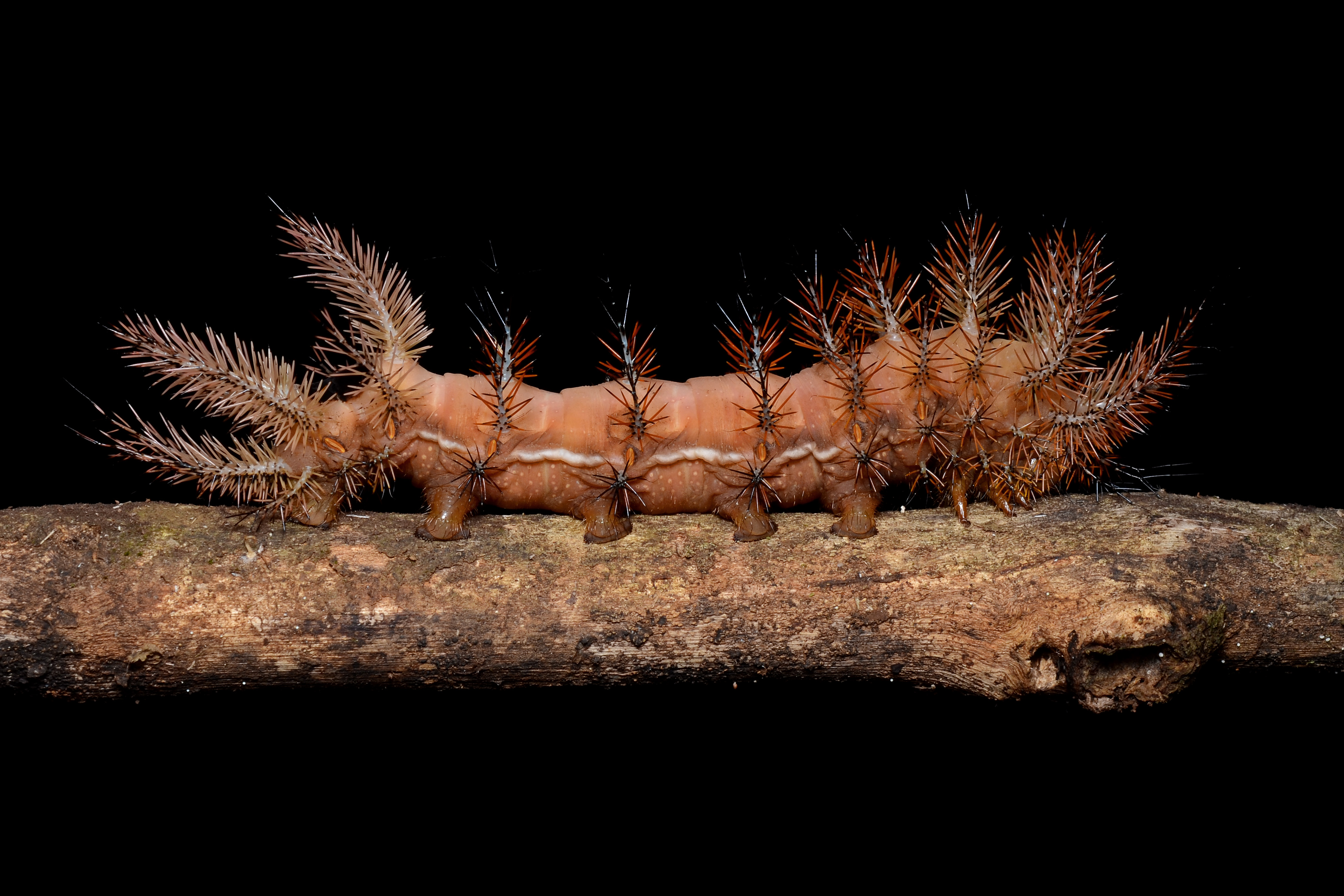
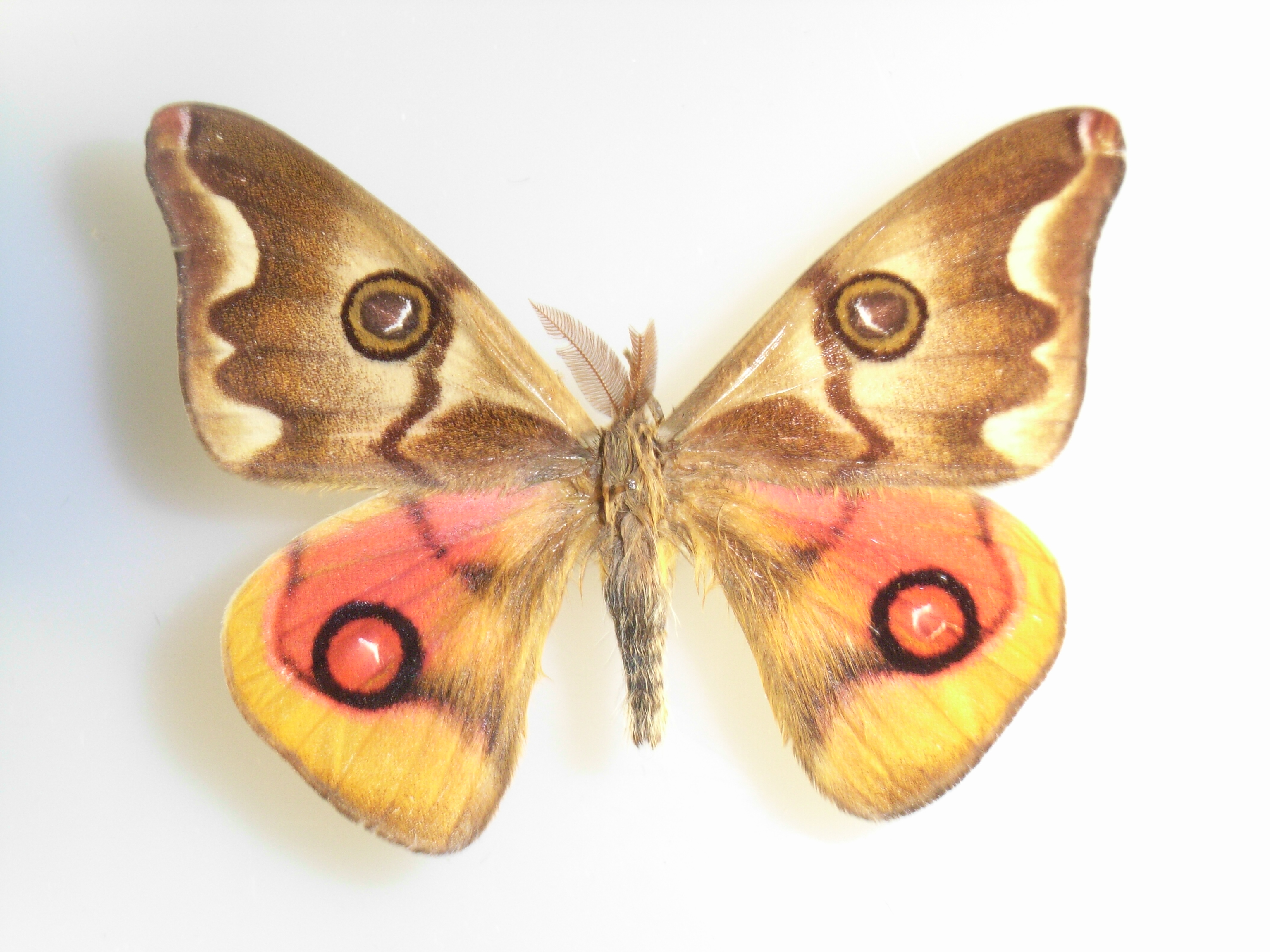
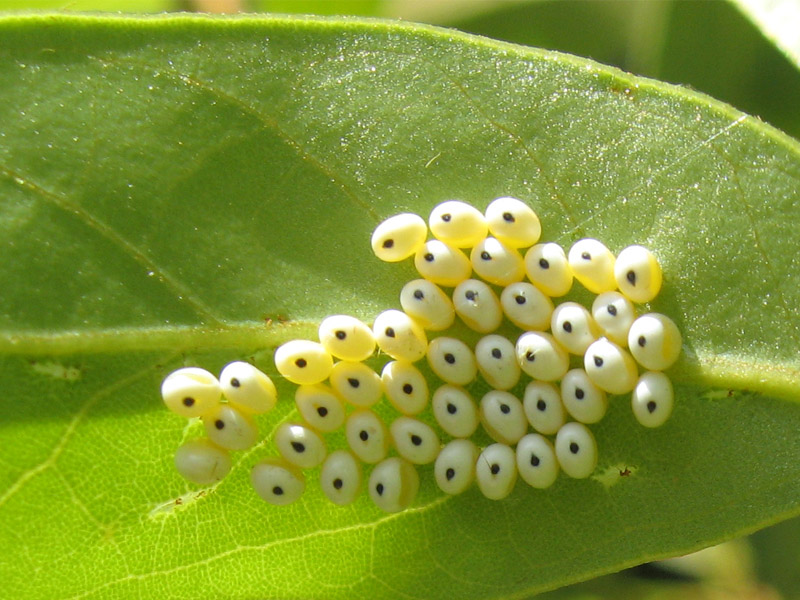